# Ванина Ванини (новелла)
«Ванина Ванини» (фр. Vanina Vanini) — новелла французского писателя Стендаля, впервые опубликованная в 1829 году. Стала частью «Итальянских хроник».

## Сюжет
Главная героиня новеллы — Ванина Ванини, молодая римская аристократка. Она влюбляется в карбонария Пьетро Миссирилли, который скрывается в её доме после убийства предателя. Несмотря на уговоры Ванины, Пьетро отказывается бросить товарищей. Тогда Ванина выдаёт карбонариев полиции. Она приходит к Пьетро в тюрьму и признаётся во всём. В ярости революционер проклинает её. Опустошенная Ванина уходит и вскоре выходит замуж за аристократа, которого подобрал ей отец.

## Восприятие
Литературоведы констатируют, что в новелле Стендаль в очередной раз даёт свою трактовку «итальянского характера» с характерной для него страстностью. Автор с заметной симпатией пишет о карбонариях. Образ Ванины Ванини, по одному из предположений, предвосхищает образ Матильды де ла Моль в «Красном и чёрном».
Советский исследователь С. Великовский охарактеризовал «Ванину Ванини» как «первую ласточку зрелых писательских свершений Стендаля».
Новелла была экранизирована Роберто Росселлини в 1961 году. Композитор Николай Каретников создал на основе новеллы одноимённый балет.